# Mong Kok
Mong Kok is een district in Hongkong en ligt in stadsdeel Kowloon.
Hier wonen gemiddeld 130.000 mensen per km², het is daarmee de drukst bevolkte plek ter wereld.
Sinds Volksrepubliek China in 1997 de kroonkolonie van het Verenigd Koninkrijk overnam hebben zich in het district veel Chinezen gevestigd. Hieronder volgt een aantal druk bezochte plekken van Mong Kok. De Chinese naam werd oorspronkelijk geschreven als "芒角" dat afstamt van het oude dorp Mong Kok Tsuen (芒角村) dat er oorspronkelijk op hetzelfde gebied gestaan heeft. Het dorp werd volgens het boek Xin'an Xianzhi van 1819 bewoond door tweehonderd Hakkanezen. In 1860 werd het dorp net als de rest van Kowloon Brits. De omgeving werd ook bevolkt door Tanka. De Britten hebben de uitspraak van de Tanka overgenomen en romaniseerde de naam tot Mong Kok Tsuen. Vanaf 1909 urbaniseerde het dorp. Akkers werden verwisseld voor fabrieken die stoffen verfden. In 1918 liep het bevolkingsaantal op tot vijfduizend.

## The Bird Market

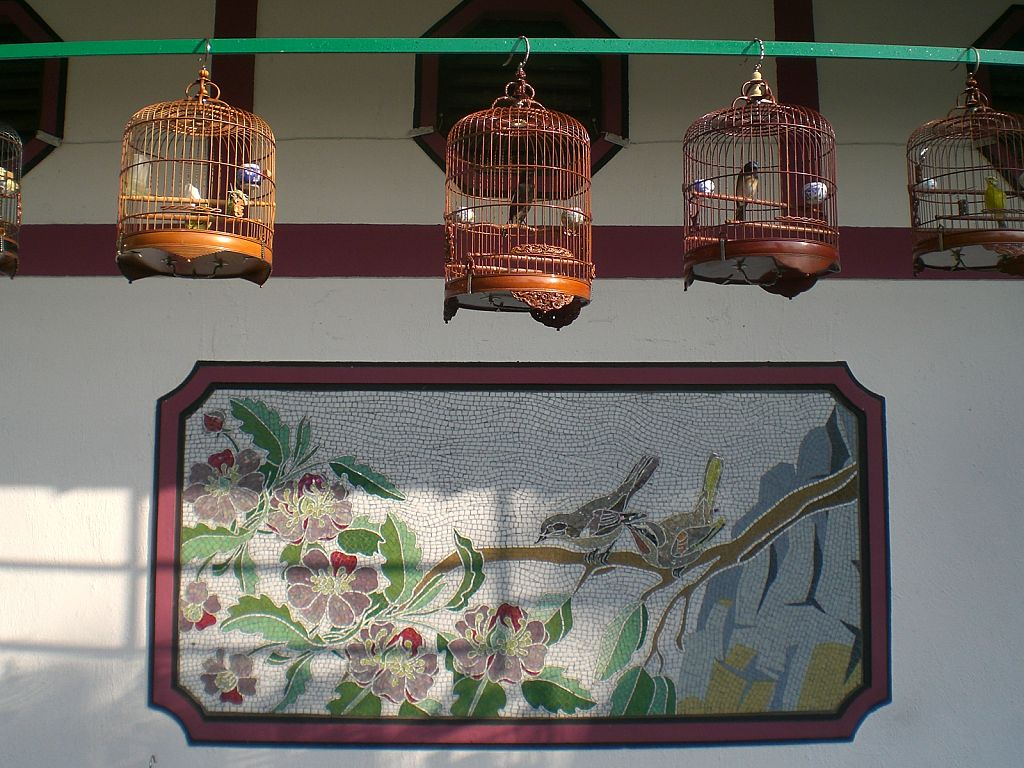
Bird Market in Yuen Po Street

Handelaren komen dagelijks met hun bontgekleurde vogels naar deze schaduwrijke vogelmarkt. De kooien waarin de dieren verblijven worden opgehangen aan speciaal daarvoor aangebrachte rails. De vogels laten voortdurend van zich horen en de verkopers bespreken de gehele dag hun zangcapaciteiten. Ook houten of bamboe kooien en levende sprinkhanen die als voedsel voor de vogels dienen worden te koop aangeboden.

## Fa Yuen Street

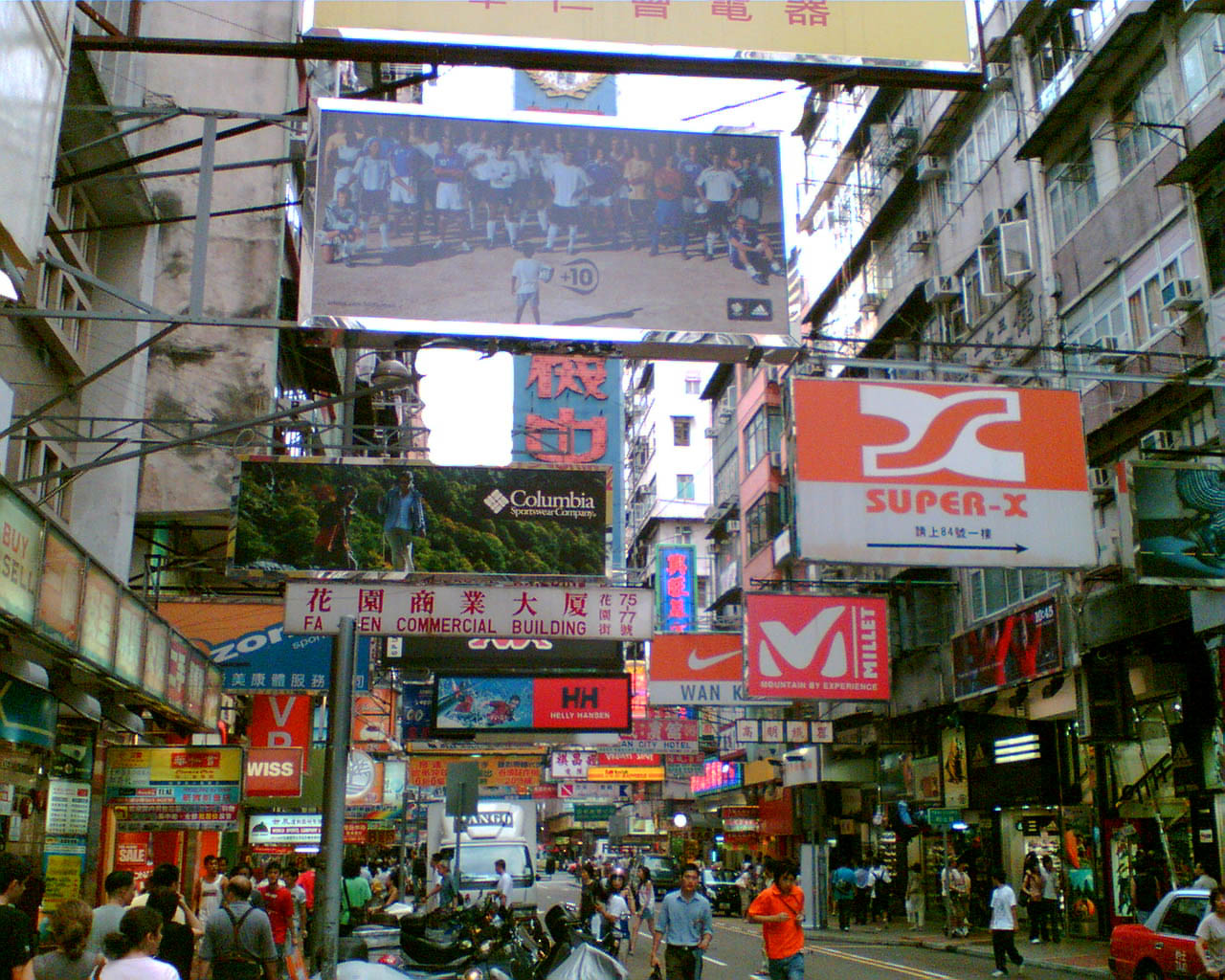
Fa Yuen Street

Deze straat is beroemd vanwege de trendy kleding, die je hier goedkoop kunt aanschaffen. Verwacht echter geen originele merken.
Deze straat loop parallel aan de Ladies Market (Tung Choi Street).

## The Goldfish Market

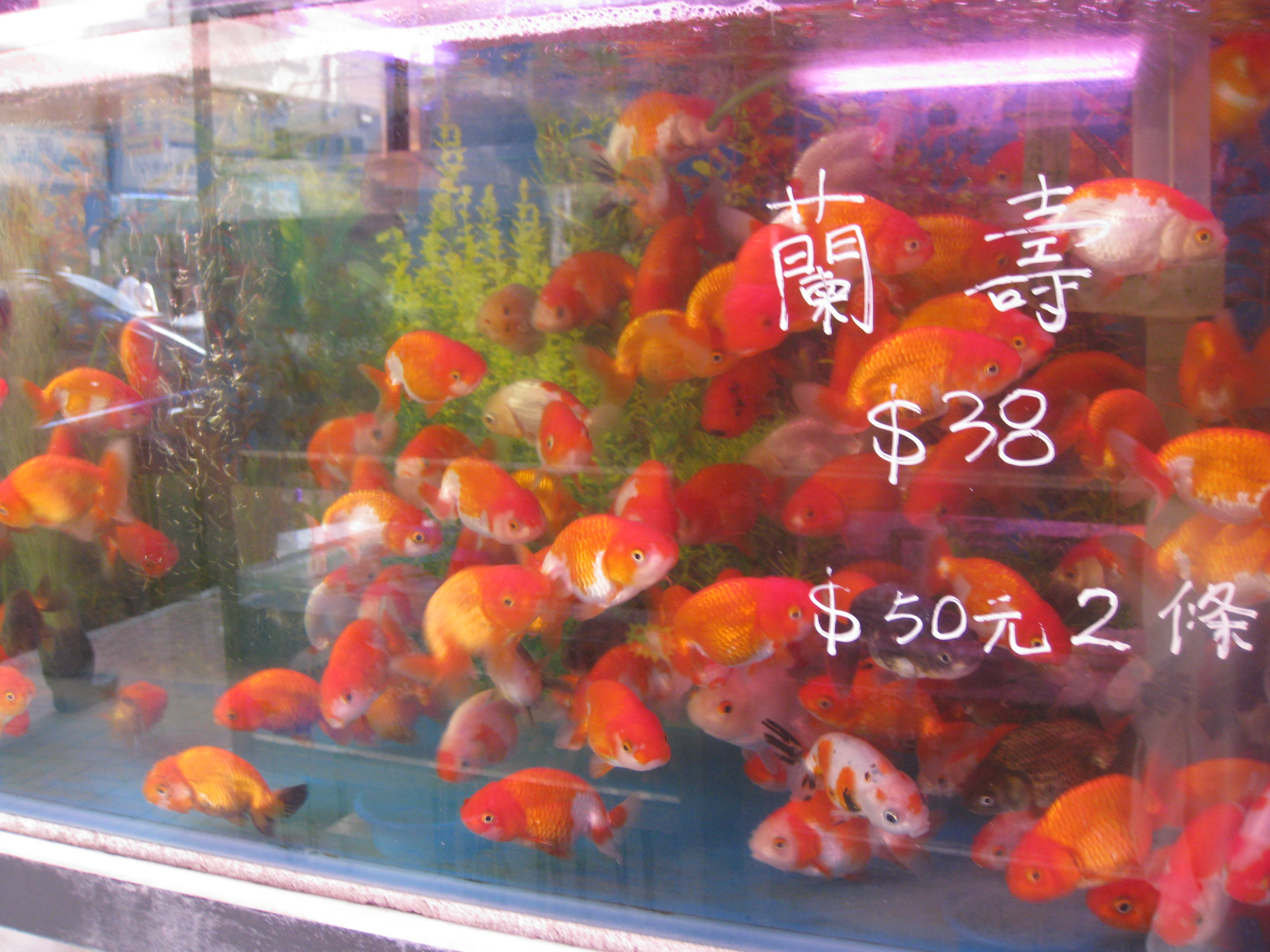
Goldfish Market in Mong Kok

Dit is een aaneenschakeling van winkels met goudvissen. De vissen zijn populair omdat - zo gelooft men - ze geluk brengen.

## The Ladies Market

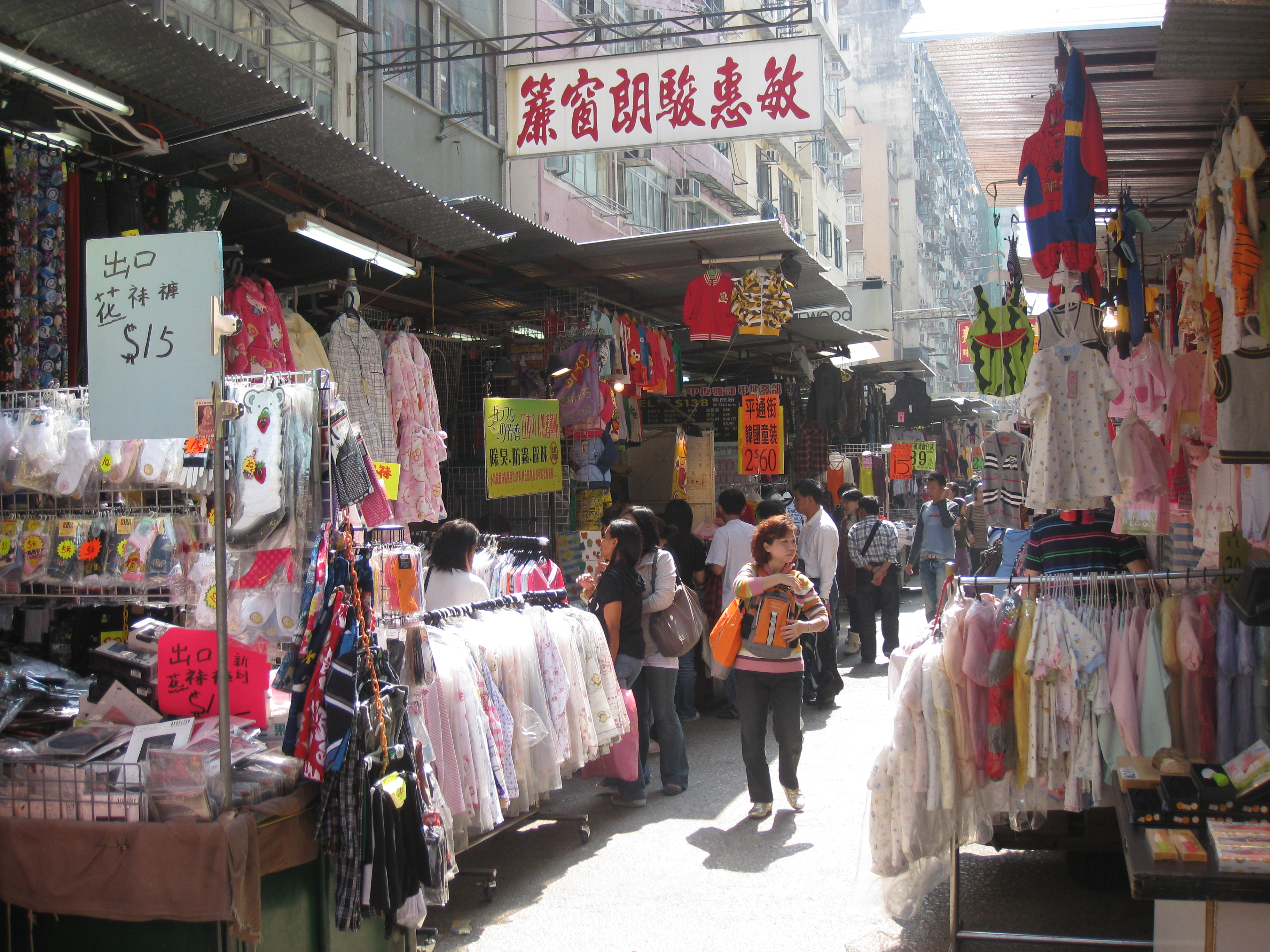
Ladies' Market

De naam van deze markt dekt tegenwoordig niet geheel meer de lading. Was het vroeger een markt met bijna uitsluitend mode met veel namaakkleding van bekende merken, tegenwoordig vindt men er ook cd's, koffers in alle soorten en maten, schoeisel en huishoudelijke artikelen. Vanzelfsprekend wordt dit alles afgewisseld met kleine eetstalletjes, de zogenaamde daai paai dongs.

## The Flower Market

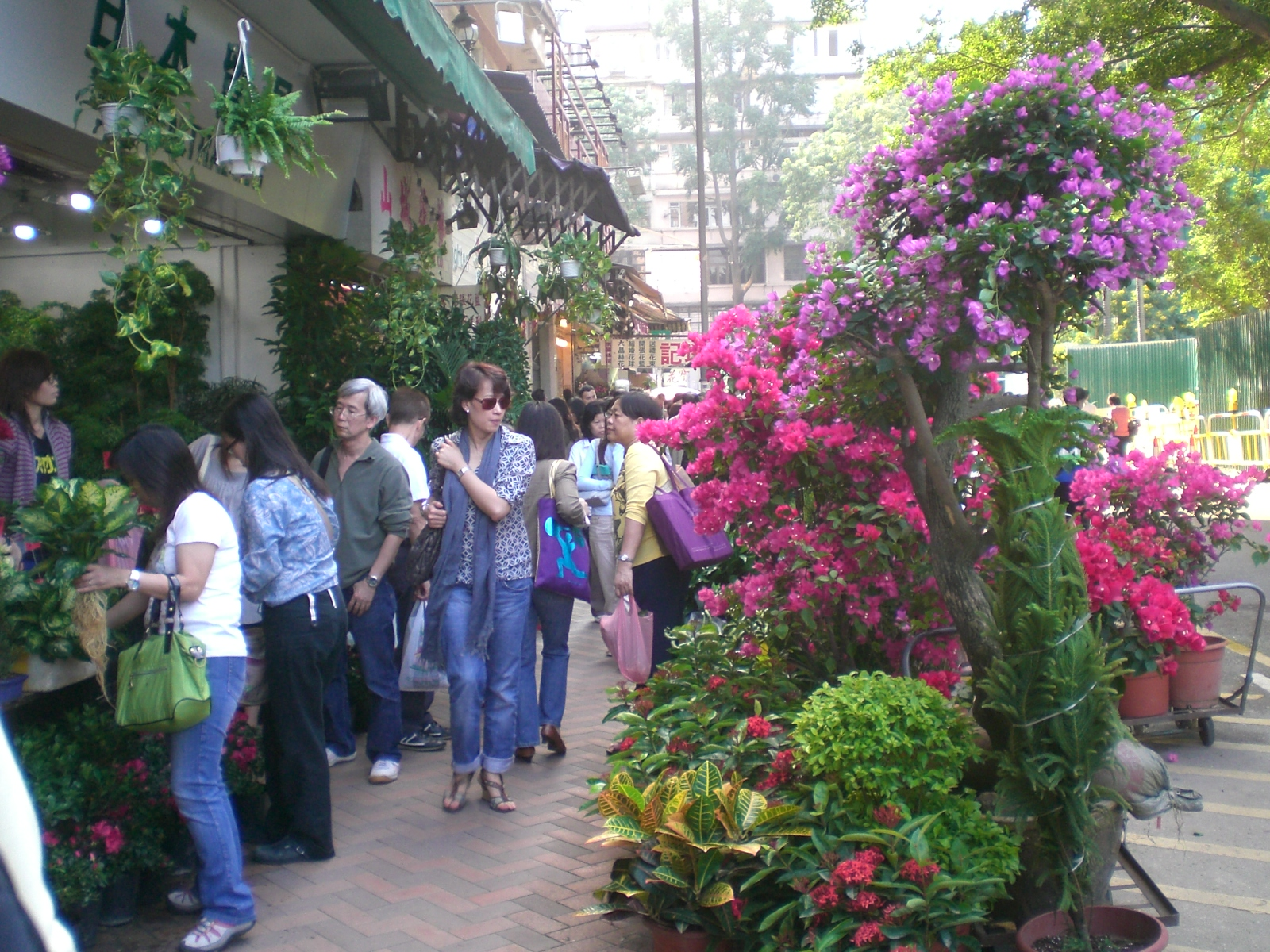
Mongkok Flower Market Road

Een zeer kleurrijk stukje in het district Mong Kok is deze bloemenmarkt, die uitkomt in de Prince Edward Road. Hier vindt men stalletjes van exotische bloemen en struiken.

## Boundary Street

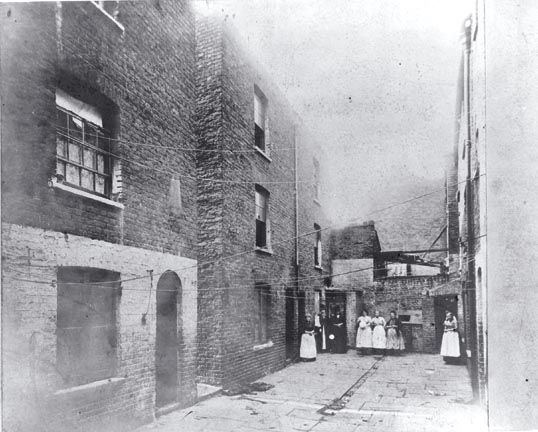
Boundary Street 1890

Historisch gezien markeerde deze straat de grens tussen het noordelijke gedeelte van Kowloon en het gedeelte van China dat door het Verenigd Koninkrijk werd geleased in 1898 voor 99 jaar.
Deze grens werd in 1898 zichtbaar gemaakt door een bamboo afscheiding die het destijds onmogelijk maakte om tussen beide gebieden ook maar iets te smokkelen. Deze grens werd vanzelfsprekend opgeheven toen de New Territories deel gingen uitmaken van Hong Kong. De eigenlijke weg zoals die nu bestaat werd pas in 1934 gebouwd, ruim 30 jaar nadat de lease tot stand kwam.

## Langham Place

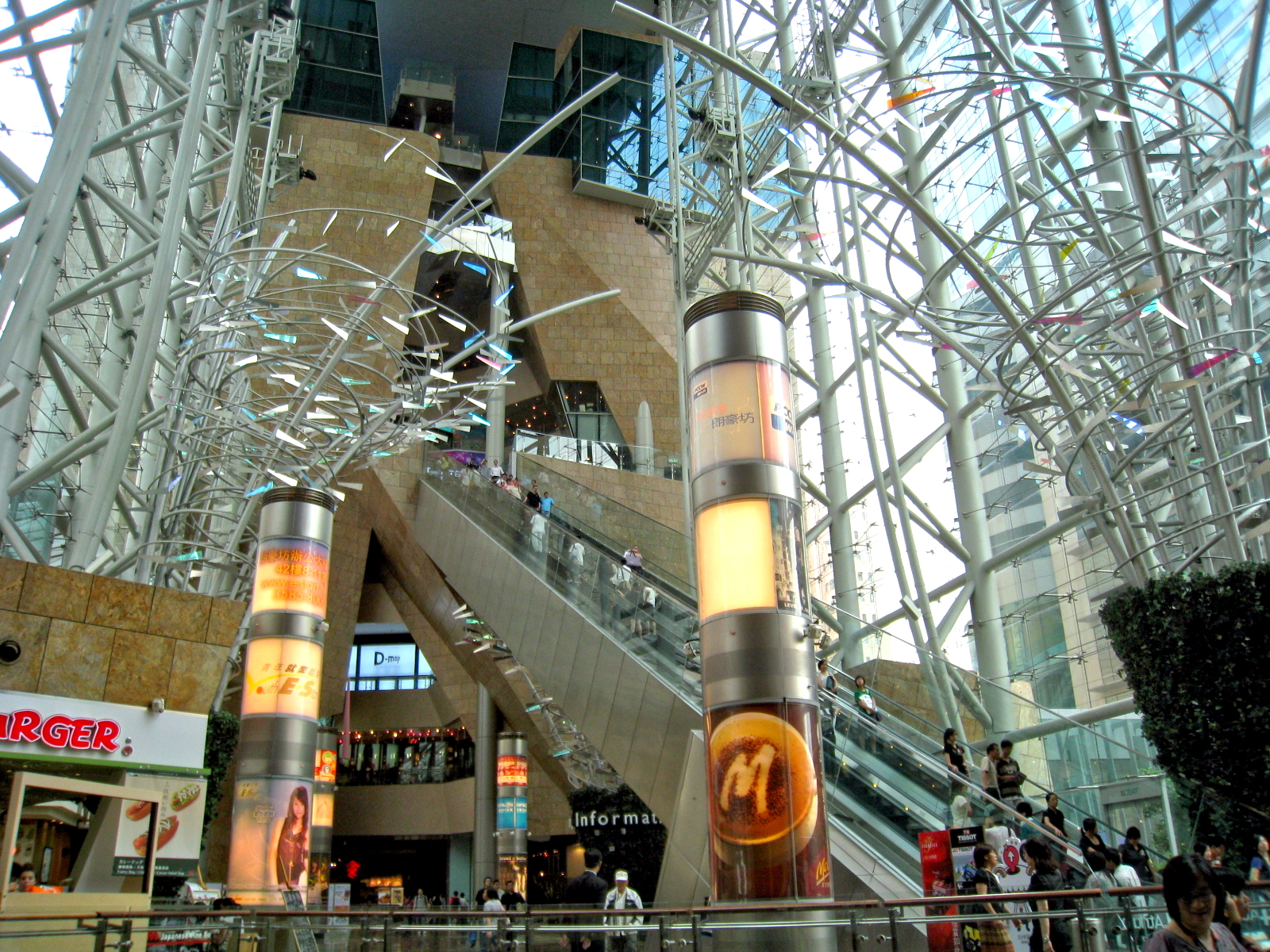
Langham Place

Met z'n 255 meter hoogte, staat het kantorencomplex van Langham Place "slechts " op de 13e plaats van hoge gebouwen in Hong Kong en werd pas in 2004 afgebouwd. Ter vergelijking : het hoogste gebouw is te vinden op de hoek van Tsim Sha Tsui en is het International Commerce Centre van 484 meter hoog.
Daarnaast is er een groot winkelcentrum gebouwd van 15 verdiepingen hoog met een totale oppervlakte van 56.000 m².

## Eten

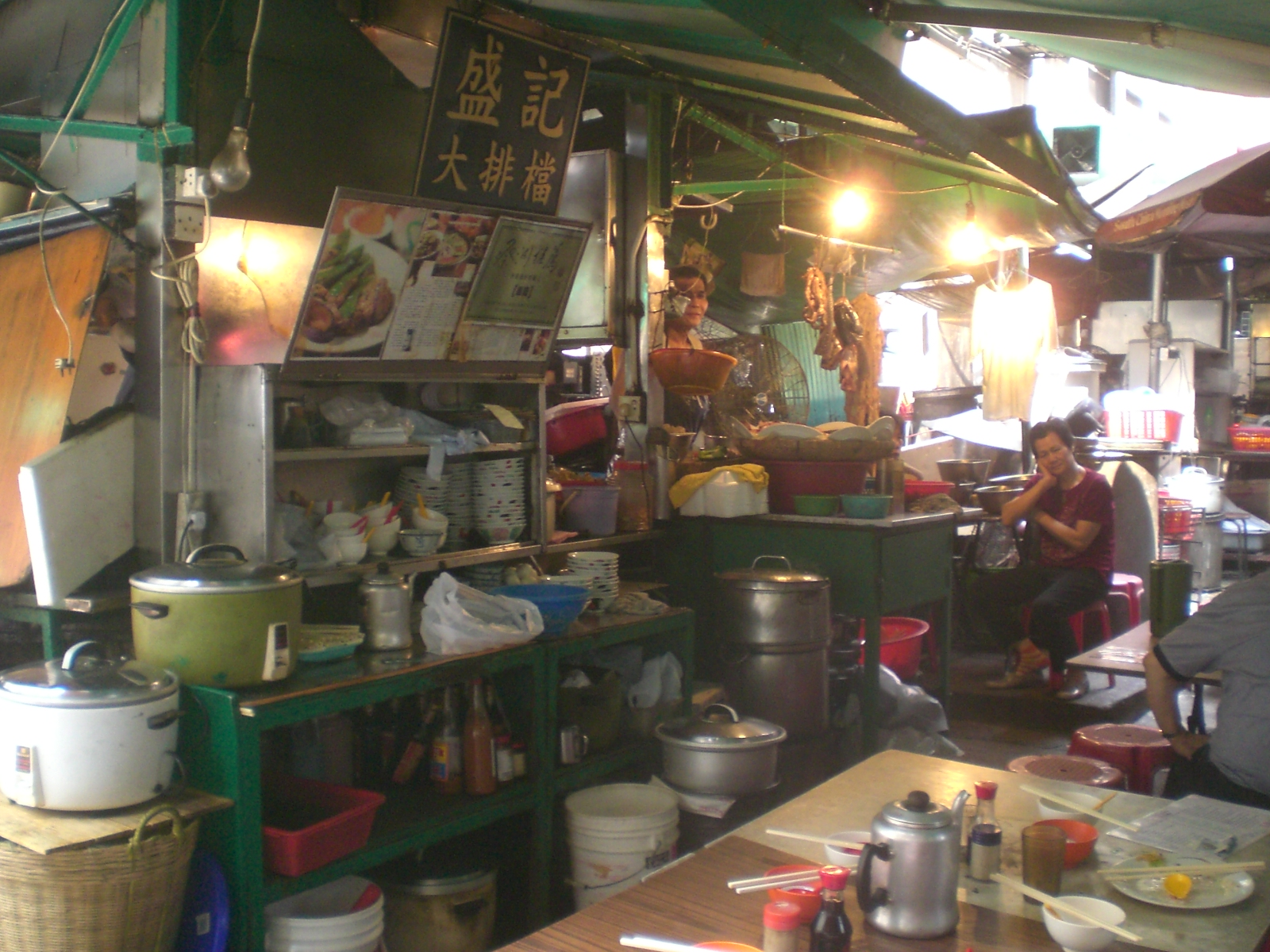
Dai Pai Dong voedselstalletje

Mong Kok heeft veel voedsel-stalletjes. De meesten verkopen traditionele gerechten zoals visballen, gebakken tofu en tientallen verschillende soorten dimsum.

## Faciliteiten
- Hoofdkantoor van de Baptist Convention of Hong Kong
- Shui Yuettempel van Mong Kok